# 다와라촌 (도치기현)
다와라촌(田原村)은 도치기현의 중부, 가와치군에 속했던 촌이다.

## 역사
- 1889년 4월 1일 - 정촌제 시행에 의해 가와치군 다와라촌이 성립하였다.
- 1955년 4월 1일 - 후루사토촌과 합병해 가와치촌이 성립하였다.
- 1994년 7월 1일 - 가와치촌이 정으로 승격해 가와치정이 되었다.
- 2007년 3월 31일 - 가와치정이 가미카와치정과 함께 우쓰노미야시에 편입되었다.

## 참고문헌
- 『栃木県町村合併誌 第四巻』 栃木県、1957年3月。